# Роммель, Христоф
Дитрих Христоф фон Роммель (нем. Dietrich Christoph von Rommel; 17 апреля 1781, Кассель — 21 января 1859, Кассель) — этнограф, историограф, профессор Харьковского университета по кафедре латинской словесности и древностей, директор Педагогического института.

## Биография
В 1799 году начал в Марбурге учёбу теологии. Весной 1800 года перешёл к классической филологии и археологии на университете Гёттингена. 14 мая 1803 защитил диссертацию. В возрасте 25 лет, в марте 1804 г., стал ординарным профессором философского факультета Марбургского университета, через год был утверждён ординарным профессором. В 1811 преподавал в харьковском университете, где женился на дочери украинского майора Маргарите Ивановне Черновой.
Из-за сложной политической ситуации вернулся в 1815 году в Германию и работал профессором истории в Марбургском университете. Жена осталась в Санкт-Петербурге. В 1816 году пара развелась.
21 января 1859 Роммель умер в Касселе.

## Труды
- Abulfedae Arabiae descriptio commentario perpetuo illustrata. Göttingen 1802
- Caucasicarum regionum et gentium Straboniana descriptio ex recentioris aevi noitiis commentario perpetuo illustrata. Leipzig 1804
- De Taciti descriptione Germanorum. Marburger Programm 1805.
- Ueber Philologie und philologische Erklärung der griechischen und römischen Klassiker. Marburg 1805
- Ueber Geographie, Ethnographie und Statistik nebst einem Abriss dieser und der politischen Wissenschaften; zum Behuf akademischer Vorlesungen. Marburg: Krieger, 1810
- Kurze Geschichte der hessischen Kirchenverbesserung unter dem Landgrafen Philipp dem Großmütigen, Wilhelm dem Weißen und Moritz dem Gelehrten Kassel 1817
- Geschichte von Hessen. 10 Bände. Marburg und Kassel 1820—1858
- Philipp der Großmüthige, Landgraf von Hessen : in Beitrag zur genaueren Kunde d. Reformation u. d. sechszehnten Jahrhunderts. / aus d. Urkunden u. and. Quellen bearb. u. hrsg. v. Christoph von Rommel. Gießen: Heyer, 1830
- Correspondance inédite de Henri IV. roi de France et de Navarre avec Maurice-le-Savant, Landgrave de Hesse. Paris 1840.
- Leibnitz und Landgraf Ernst von Hessen-Rheinfels. Ein ungedruckter Briefwechsel über religiöse und politische Gegenstände 2 Bände. Frankfurt am Main 1847